# The Price of Happiness
The Price of Happiness è un film muto del 1916 diretto da Edmund Lawrence.

## Produzione
Il film fu prodotto dalla Triumph Films.

## Distribuzione
Distribuito dall'Equitable Motion Pictures Corporation e dalla World Film, il film uscì nelle sale cinematografiche USA il 28 febbraio 1916.